# 1868 în literatură
Anul 1868 în literatură a implicat o serie de noi cărți semnificative. 

## Evenimente
- Friedrich Nietzsche publică Homer und die klassische Philologie (Homer și filologia clasică)
- Fiodor Dostoievski publică Idiotul

## Cărți noi
- Louisa May Alcott - Cele patru fiice ale doctorului March
- R M Ballantyne -Deep Down
- Mary Elizabeth Braddon - Dead-Sea Fruit
- Mortimer Collins - Sweet Anne Page
- Wilkie Collins - The Moonstone
- Feodor Dostoievski - Idiotul
- Émile Gaboriau - Slaves of Paris
- Hermann Goedsche - Biarritz
- Bret Harte - The Luck of Roaring Camp
- Sheridan Le Fanu - Haunted Lives
- George MacDonald - Robert Falconer
- Hesba Stretton - Little Meg's children
- Jules Verne - Copiii căpitanului Grant
- Emile Zola - Madeleine Ferat

## Nașteri
- 1 ianuarie: George Murnu, poet român (d. 1957)
- 28 martie: Maxim Gorki, scriitor rus (d. 1936)
- 6 august: Lipót Ács (Lipót Auerbach), scriitor, designer, pedagog maghiar (d. 1945)